# Ballando lo slow nella grande città
Ballando lo slow nella grande città (Slow Dancing in the Big City) è un film drammatico-sentimentale del 1978 diretto da John G. Avildsen.

## Trama
Lou Friedlander è un famoso editorialista del New York Daily News, che scrive della gente della vivace New York City mentre fa amicizia con un ragazzo di strada di nome Marty.  La sua vita cambia radicalmente quando si innamora della vicina Sarah Gantz, una giovane ballerina che ha appena scoperto di essere colpita da una condizione debilitante che alla fine la costringerà a smettere di ballare.